# Henri Kass
Pour les articles homonymes, voir Kass.
Henri Kass, né le 13 octobre 1919 à Garnich (Luxembourg) et mort le 7 septembre 1982 à Diano Marina (Ligurie) est un coureur cycliste luxembourgeois professionnel en 1951 et 1952.

## Palmarès
- 1946
  - 3e du Grand Prix François-Faber
- 1949
  - Grand Prix Général Patton
  - 3e étape de la Flèche du Sud
  - 2e de la Flèche du Sud
  -  Médaillé d'argent du championnat du monde sur route amateurs
- 1950
  - 2e du Circuit Loire-Océan
  - 3e du championnat du Luxembourg sur route indépendants

## Résultats sur les grands tours

### Tour de France
1 participation
- 1951 : non partant (21e étape)